# Пастернак Ярослав Іванович
Яросла́в Іва́нович Пастерна́к  (2 січня 1892, Хирів — 22 січня 1969, Торонто, Канада) — український археолог, доктор філософії, професор.

## Життєпис
Народився в місті Хирів (тепер Самбірського району Львівської області).
1910 року з відзнакою закінчив Перемишльську державну гімназію, у 1910–1914 рр. студіював класичну філологію та археологію на філософському факультеті Львівського університету.
У 1914–1918 рр. служив у австрійському війську, після Листопадового чину в Галичині перейшов у ряди 7-ої Стрийської бригади Української галицької армії (УГА) (зокрема, 8 січня 1919 р. загін під його командуванням разом з іншими частинами УГА визволив Куликів, Жовкву), побував у Наддніпрянщині, влітку 1920 р. опинився в таборі інтернованих у Чехословаччині.
У 1922–1925 рр. продовжував археологічні студії в Карловому університеті Праги у всесвітньовідомого славіста Любора Нідерле, працював на кафедрі археології Українського вільного університету (УВУ). Захистив дисертацію «Руські Карпати в археології» і 26 березня 1926 р. одержав звання доктора філософії. У 1923–1928 рр. працював асистентом Державного Археологічного Інституту в Празі й провів великомасштабні археологічні дослідження на терені старої Праги, зокрема, на королівському замку «Градчани».
У 1928 р. повернувся до Львова, 1929 р. став дійсним членом НТШ і протягом 1928–1939 рр. очолював музей НТШ.
Найважливіші розкопки провів на терені княжого Галича (1934—1941), де відкрив Успенський собор з саркофагом Ярослава Осмомисла. В 1935 р. габілітувався на доцента УВУ в Празі, в 1936–1939 рр. та 1942–1944 рр. був професором греко-католицької Богословської Академії у Львові, в 1939–1941 рр. — професором і завідувачем кафедри археології Львівського університету.
У 1940–1941 рр. — старшим науковим співробітником Львівського відділу Інституту археології АН УРСР під час радянської окупації західноукраїнських земель.
У 1944 р. Я. Пастернак емігрував, був науковим працівником університету в Геттінгені, професором УВУ в Мюнхені, читав лекції у Боннському університеті. В 1949 р. прибув до Канади (Торонто), де й провів решту свого життя, активно працюючи над різними проблемами української археології.
Помер 22 листопада 1969 р. в Торонто. Похований на цвинтарі Парк-Лон.

## Сім'я
Дружина — Марія Пастернакова (українська педагогиня, журналістка, критикиня).

## Праці
- Коротка археологія західноукраїнських земель. — Львів, 1932
- Старий Галич. — Краків-Львів, 1944
- Пастернак Я. Археологія України: первісна, давня та середня історія України за археологічними джерелами. Наукове Товариство ім. Шевченка. — Торонто, 1961
- Пастернак Я. Важливі проблеми етногенези українського народу в світлі археологічних досліджень. Українське Історичне Товариство. — Нью-Йорк, 1971
- Нарис «Бучаччина крізь серпанок тисячоліть» в збірнику Бучач і Бучаччина.[2]
- Пастернак Я. До проблеми поширення й хронології лінійно-стрічкової кераміки в Європі.  Українська Вільна Академія Наук Серія Археологічна. Трипільська культура на Україні Зб. 2. ч. 1 — Авґсбурґ, 1948
- Пастернак Я. Ранні слов'яни в історичних, археологічних та лінгвістичних дослідженнях. Записки Наукового Товариства ім. Шевченка т. 189.— Нью-Йорк, 1975
- Пастернак Я. Пояснення тризуба — герба Великого Київського князя Володимира Великого. Українське Видавництво «Пробоєм». — Прага, 1941

## Вшанування
- Вулиця Ярослава Пастернака у Львові (раніше Рашинська).[3]